# Alkoholna jakost
Alkoholna jakost je pojam kojim u vinarstvu označavamo više vrsta jakosti. Prirodna alkoholna jakost je ukupna alkoholna jakost izražena u volumnim %, u proizvodu prije ikakvog postupka pojačavanja ili doslađivanja. Stvarna alkoholna jakost je alkoholna jakost izražena u volumnim % u proizvodu pri temperaturi od 20°C. Potencijalna alkoholna jakost je alkoholna jakost izražena u volumnim % u proizvodu pod pretpostavkom prelaska ukupne količine šećera vrenjem u alkohol. Ukupna alkoholna jakost je alkoholna jakost izražena u volumnim % i predstavlja zbroj stvarne i potencijalne alkoholne jakosti. Volumna alkoholna jakost je omjer volumena čistoga alkohola prisutnog u proizvodu pri temperaturi od 20 ºC i ukupnog volumena proizvoda pri istoj temperaturi, izražen u postotku.